# 伊莱恩·马歇尔
伊莱恩·福克·马歇尔（英語：Elaine Folk Marshall，1945年11月18日—）是美国律师和政治人物，自1997年起担任北卡罗来纳州国务卿。她是民主党成员，也是北卡罗来纳州首位当选全州性公职的女性。2010年，她曾代表民主党参选时任共和党参议员理查德·伯尔所持有的联邦参议院席位，但以失败告终。2020年，马歇尔成功连任第七个任期。2024年，她以51%的得票率再次当选，开启第八个任期。

## 早年生活、教育和职业生涯
马歇尔于1945年11月18日出生于马里兰州莱恩伯勒。她的父亲是农民，长期担任志愿消防员和社区领袖，母亲则在家庭所在的乡村小教堂担任风琴师逾60年。她自幼就读于公立学校，是家中首位大学毕业生。1964年至1968年，她在马里兰大学主修纺织学，获得纺织与服装理学学士学位。在校期间，她加入了Alpha Gamma Delta联谊会。她在本科期间的暑假担任马里兰州4-H基金会夏令营主任，并持续支持该组织至今。
毕业后，马歇尔在北卡罗来纳州勒诺县的公立学校任教，随后经营了一家图书与礼品店。此后，她重返教育领域，先后在勒诺社区学院和约翰斯顿技术社区学院担任讲师。
马歇尔后重返校园，在坎贝尔大学诺曼·阿德里安·威金斯法学院攻读法律，并于1981年获得法学博士学位。在校期间，她入选《美国大学与学院名人录》荣誉项目。她获准在北卡罗来纳州各级法院、美国联邦北卡东区和中区地方法院、第四巡回上诉法院及美国联邦最高法院执业。她是北卡罗来纳州律师协会、北卡罗来纳州律师公会、北卡罗来纳州女性律师协会以及法律兄弟会Delta Theta Phi的成员。她还获坎贝尔大学、梅里迪思学院、李-麦克雷学院和特斯特米塔努国立大学授予多个荣誉学位。她曾是位于北卡罗来纳州利灵顿的律师事务所贝恩&马歇尔（1985–1992年）及马歇尔&马歇尔（1993–1997年）的合伙人。

## 政治生涯
早在1970年代初期，马歇尔便积极参与青年民主党组织，最终担任全美青年民主党全国秘书。在她执业的哈尼特县，马歇尔曾于1983至1987年担任民主党妇女主席，并于1991至1992年出任哈尼特县民主党主席。

### 州参议员
马歇尔于1992年首次当选公职，她代表第15选区出任北卡罗来纳州参议员，任期为1993年至1995年。

### 州务卿

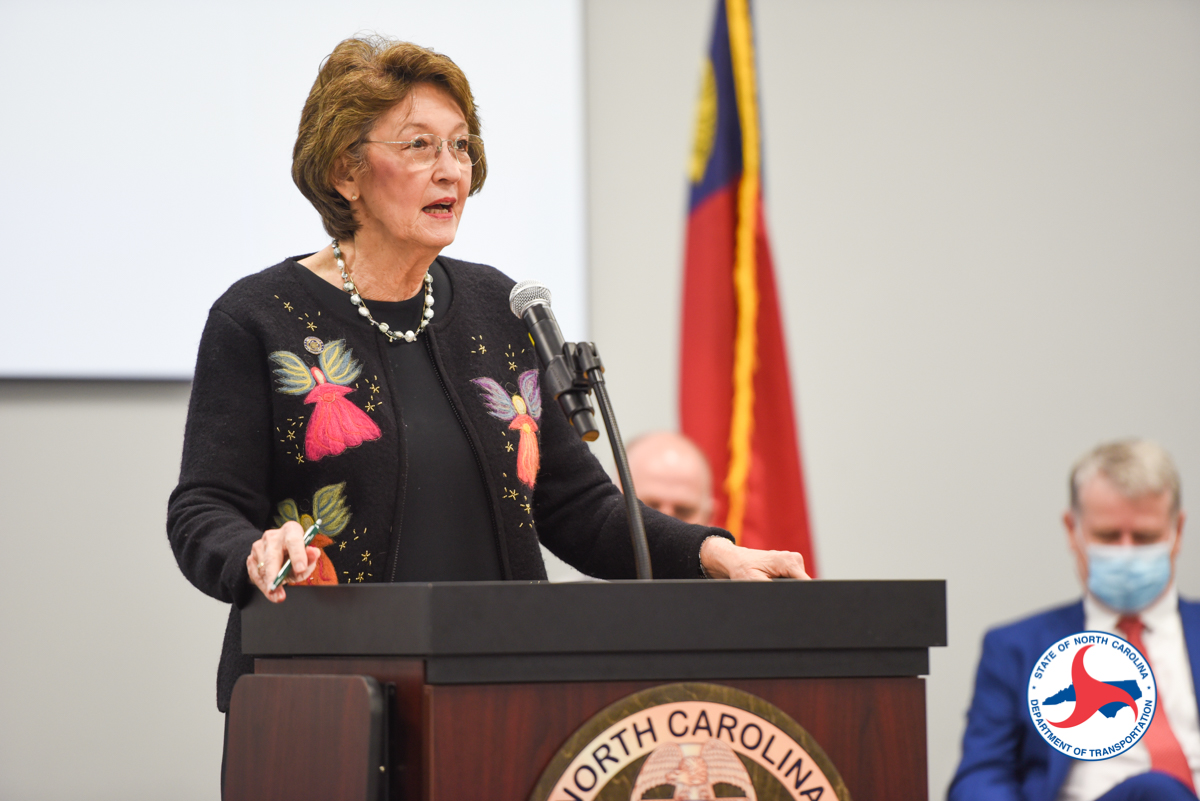
2021年的马歇尔

1996年，马歇尔竞选北卡罗来纳州国务卿一职，对手为共和党候选人、前赛车手理查德·佩蒂。她以53%比45%的得票率获胜，成为北卡罗来纳州历史上首位当选全州行政职务的女性。此后马歇尔多次成功连任，并在2008年获得全州第二高的得票数。自1936年以来，马歇尔是北卡罗来纳州第三位经选举产生的国务卿，此职通常由连任多次的官员担任。她推动该机构迈入技术时代，引入电子商务，并开通说客与企业的在线注册系统，因此广受认可。她的工作获得了美国商会、全国公证人协会及坎贝尔大学的表彰。2007年，马歇尔曾担任国家电子商务协调委员会主席。该组织由公共和私营部门领袖组成，旨在推广最佳技术实践，提升政府效率并推动服务现代化。

### 联邦参议院竞选活动

#### 2002年
2002年，马歇尔竞选美国参议员，接替即将退休的参议员杰西·赫尔姆斯。然而，她在民主党初选中败给了曾在比尔·克林顿总统任期内担任白宫办公厅主任的厄斯金·鲍尔斯。

#### 2010年
2009年，马歇尔决定参加2010年联邦参议员选举，挑战时任共和党议员理查德·伯尔。她在2010年5月的初选中面对卡尔·坎宁安、肯·刘易斯及其他几位知名度较低的候选人，并获得《夏洛特观察家》的背书。由于在5月4日的初选中得票率未超过40%，马歇尔需在6月与坎宁安进行决选。